# بیلال ماخوف
بیلال والریوویچ ماخوف (روسی: Билял Валерьевич Махов؛ زادهٔ ۲۰ سپتامبر ۱۹۸۷) ورزشکار چرکسی اهل روسیه است که در سه رشتهٔ کشتی آزاد، کشتی فرنگی و هنرهای رزمی ترکیبی فعالیت می‌کند. او تنها کشتی‌گیری در ۴۲ سال گذشته است که توانسته همزمان در هر دو رشتهٔ آزاد و فرنگی در قهرمانی کشتی جهان مدال بگیرد. ماخوف در دستهٔ فوق سنگین‌وزن کشتی آزاد برندهٔ مدال طلای المپیک ۲۰۱۲ لندن و قهرمان سه دورهٔ قهرمانی کشتی جهان در سال‌های ۲۰۰۷، ۲۰۰۹ و ۲۰۱۰ است. او اکنون در دستهٔ سنگین‌وزن با مبارزه قهرمانی نهایی (یواف‌سی) قرارداد دارد اما به دلیل دوپینگ قرارداد او به حالت تعلیق درآمده‌است.
او در المپیک ۲۰۱۲ لندن مدال برنز را کسب کرد اما پس از تائيد رسمی دوپینگ آرتور تایمازوف و  داویت مادزماناشویلی که نفرات قهرمان و نایب‌قهرمان بودند، مدال طلای المپیک به طور مشترک به ماخوف و کمیل قاسمی از ایران رسید. ماخوف در کشتی فرنگی نیز در قهرمانی کشتی جهان ۲۰۱۴ و ۲۰۱۵ برندهٔ مدال برنز شده‌است. مدال طلای وی به دلیل مثبت شدن تست دوپینگ به کمیل قاسمی واگذار شد 